# 栩原一男
栩原 一男（とちはら かずお、1957年7月2日 - ）は、日本の元騎手。

## 来歴
1978年3月4日の阪神第1競走4歳以上200万下・グレースジョオー（12頭中11着）で初騎乗を果たし、4月15日の阪神第4競走障害5歳以上未勝利・カネキナスルーラーで初勝利を挙げる。9月9日の阪神で初の特別勝ち、翌10日の阪神では初の2日連続勝利を挙げるなど、1年目の同年は9勝をマーク。
2年目の1979年には2月3日の中京で初の1日2勝を挙げ、初の2桁勝利で自己最多の21勝をマーク。
3年目の1980年には2年連続で最後の2桁となる10勝をマークし、阪神3歳ステークスではジョーオラトリオでハナ差2着と惜敗。
1984年には馬主の西山茂行が「絶対ダービーを取れる」と感じたホウシュウエイト産駒のニシノバルカンに騎乗し、新馬→万両賞（400万下）を連勝。阪神3歳ステークスでは単勝1.9倍の1番人気に支持されたが、向正面で競走を中止し予後不良となった。このレースについて、西山は後にブログで「一生忘れない。」「思い出すのもイヤ」、Xではニシノバルカンについて「人生を変えた」「生涯わしの心の名馬」と書いている。
1993年3月28日の阪神第1競走4歳未出走・エリモダリアが最後の勝利となり、1994年2月27日の中京第3競走4歳未勝利・ドレスデンマサル（16頭中9着）を最後に引退。

## 騎手成績
| 通算成績 | 1着 | 2着 | 3着 | 4着以下 | 出走回数 | 勝率 | 連対率 |
| -------- | --- | --- | --- | ------- | -------- | ---- | ------ |
| 平地     | 85  | 95  | 103 | 1106    | 1389     | .061 | .130   |
| 障害     | 4   | 7   | 6   | 45      | 62       | .065 | .177   |
| 計       | 89  | 102 | 109 | 1151    | 1451     | .061 | .132   |